# Deidesheimer Paradiesgarten

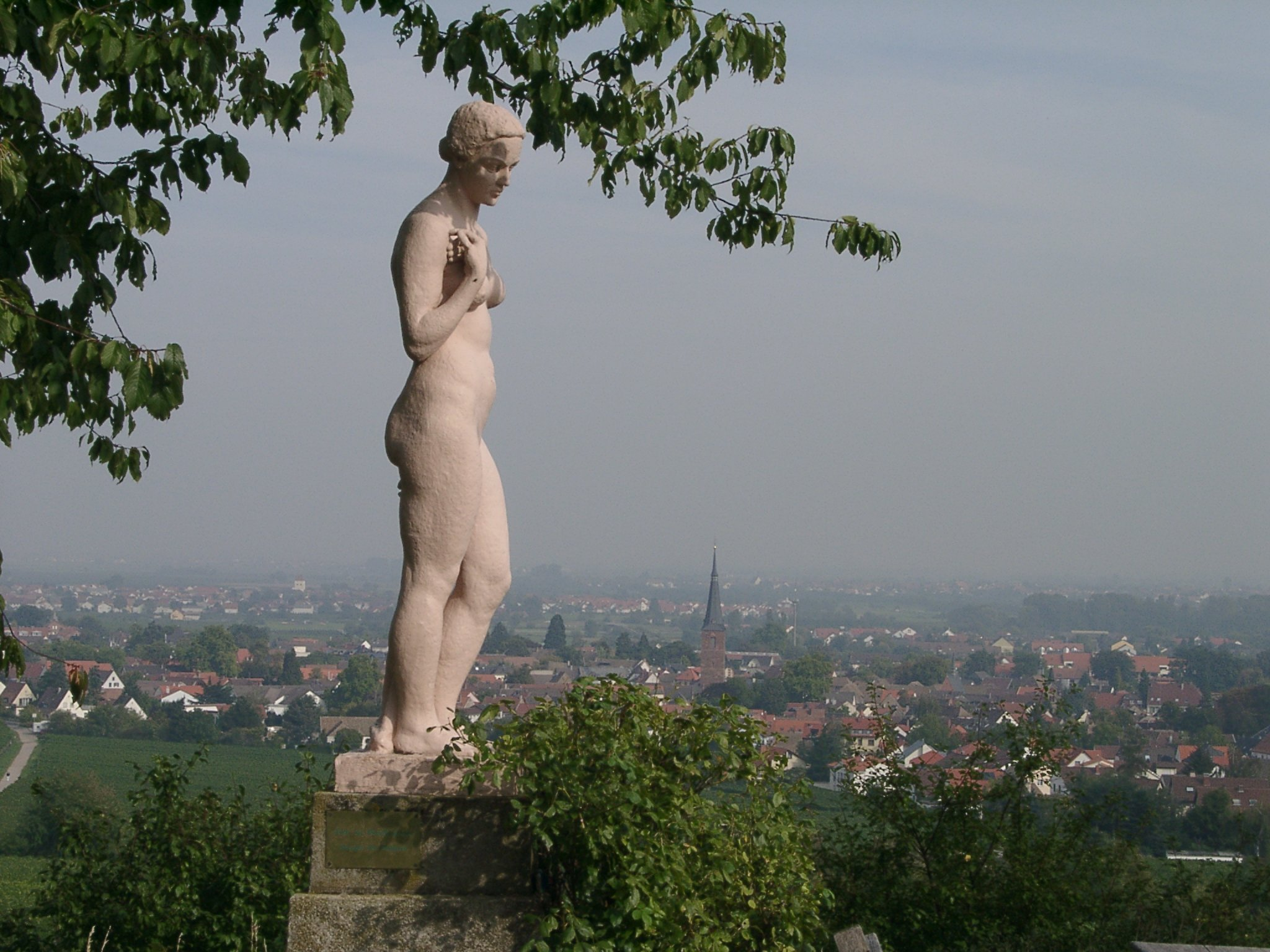
Wahrzeichen des Paradiesgartens: die „Eva“

Paradiesgarten heißt eine Weinlage der Gemeinde Deidesheim (Rheinland-Pfalz).

## Lage, Klima, Böden
Der Paradiesgarten ist eine Einzellage mit einer Fläche von 65,6 ha und Teil der Großlage Forster Mariengarten. Die Lage erstreckt sich südwestlich von Deidesheim zwischen dem Ortsrand und der Haardt. Der als Haardtrand bezeichnete Übergang des Pfälzerwaldes zum Vorderpfälzer Tiefland bildet hier eine etwa ein bis zwei Kilometer breite Vorhügelzone, wo durch tertiäre und pleistozäne Ablagerungen leichtgründige und fruchtbare Böden vorherrschend sind.
Der Gebirgszug der Haardt schützt in seinem Lee die Weinlage vor übermäßigen Niederschlägen, zudem bewirkt die Hangneigung, dass in frostigen Frühjahrsnächten kalte Luftmassen zur Rheinebene hin abfließen können und Erfrierungen an den Reben meist ausbleiben. Die Hänge des Paradiesgartens sind süd- oder südostexponiert, was sich in relativ hohen Besonnungsgraden niederschlägt.

## Name
Im Gegensatz zu den übrigen Deidesheimer Einzellagen, deren Lagenamen meist zwischen dem 13. Jahrhundert und 15. Jahrhundert entstanden sind, spätestens aber aus dem 19. Jahrhundert stammen, ist der Lagenamen Paradiesgarten recht jung; seine Erstnennung war erst um 1955. Beim Bilden dieser Weinlage und der Namensvergabe spielten wohl auch marketingtechnische Überlegungen eine Rolle.
Der Name Paradiesgarten war später Inspiration für die Namensgebung des Deidesheimer Schwimmbades Oase im Paradiesgarten, das in den Weinbergen des Paradiesgartens liegt, sowie für den Namen der Deidesheimer Stadthalle Paradiesgarten und für das Motto Deidesheim – das andere Paradies, gewählt von der Tourist Service GmbH als Slogan für die Urlaubsregion Deidesheim.

## Prominenten-Weinberg

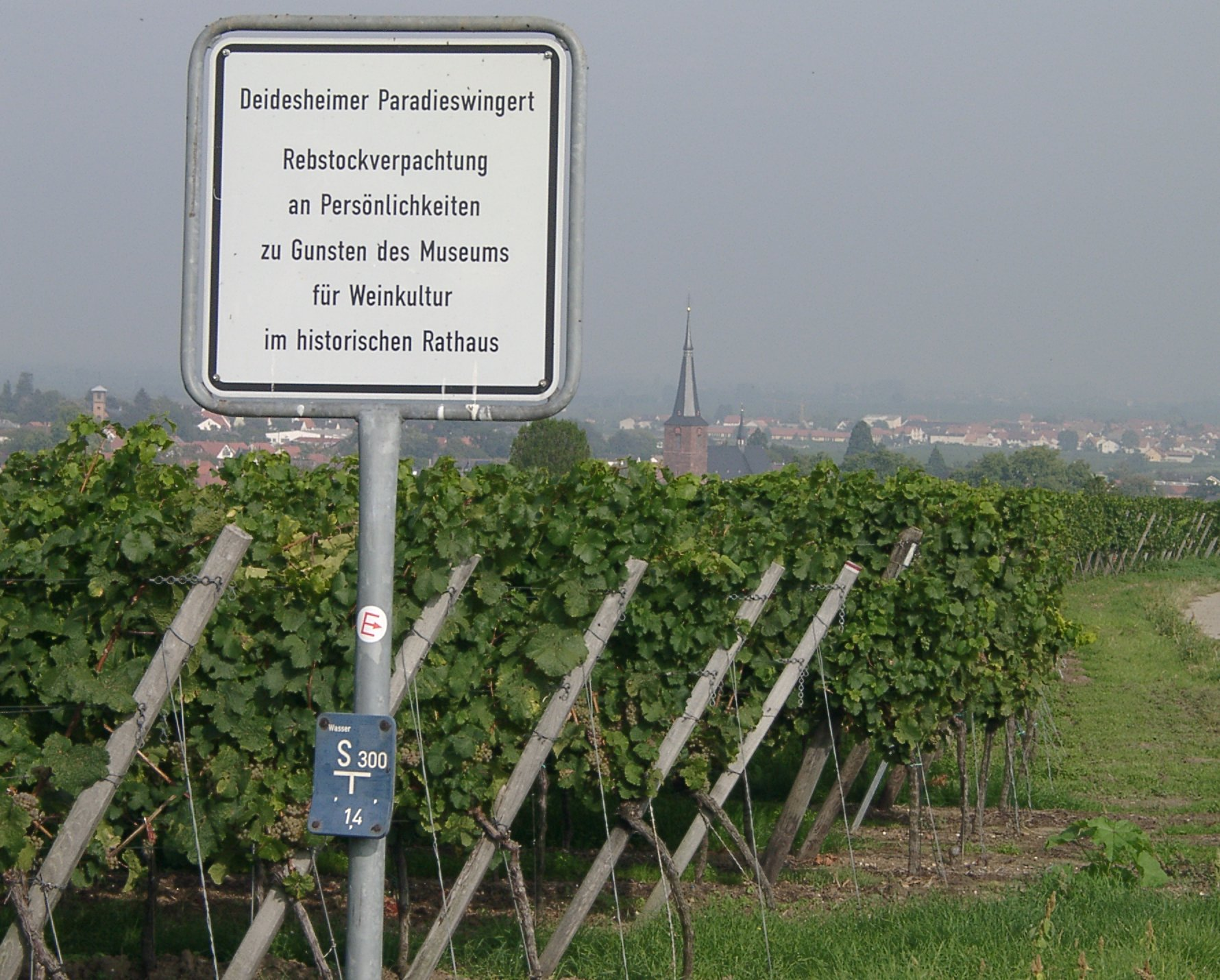
Blick auf den „Prominenten-Weinberg“

Im Paradiesgarten liegt der sog. „Prominenten-Weinberg“. Hier haben prominente Persönlichkeiten, die sich in Politik und Gesellschaft verdient gemacht haben und zum Teil schon Gast in Deidesheim gewesen sind, die Möglichkeit, einen „Ehrenweinstock“ zu pachten; das Entgelt für die Pacht kommt dem Museum für Weinkultur zugute. Unter den Rebstockpächtern sind bzw. waren Persönlichkeiten wie der ehemalige Präsident der Sowjetunion Michail Gorbatschow, die Ex-Premierminister Großbritanniens Margaret Thatcher und John Major, Alt-Bundeskanzler Helmut Kohl, Bernhard Vogel, der ehemalige Ministerpräsident von Rheinland-Pfalz, und Stefan Steinweg, Olympiasieger aus Deidesheim; erster Rebstockpächter wurde im Jahr 1983 Richard von Weizsäcker.
Einmal im Jahr zur Weinlesezeit im Oktober sind alle Rebstockpächter zum Lesen der Trauben im Promi-Weinberg mit anschließender Vesper eingeladen. Mit dabei ist auch die Pfälzische Weinkönigin. Die Trauben werden wie in früheren Zeiten noch mit der Hand gelesen und mit Logeln aus den Zeilen herausgetragen. Von den gelesenen Trauben wird später im Weingut von Winning Wein produziert, von dem im nächsten Sommer jedem Rebstockpächter je eine Flasche zugesandt wird.

## Skulptur Eva
Sie ist das Wahrzeichen des Paradiesgartens. In den 50er-Jahren nahm die Kirche Anstoß an der freizügigen Darstellung und Eva wurde mit einem Eisengewand aus Rebenranken eingekleidet. Dieses hielt allerdings den Witterungseinflüssen nicht stand und verrostete, so dass die Skulptur für den Betrachter seitdem wieder in ihrer ursprünglichen Form erscheint.